# Lophospermum atrosanguineum
Lophospermum atrosanguineum là một loài thực vật có hoa trong họ Mã đề. Loài này được Zucc. mô tả khoa học đầu tiên năm 1832.

## Hình ảnh

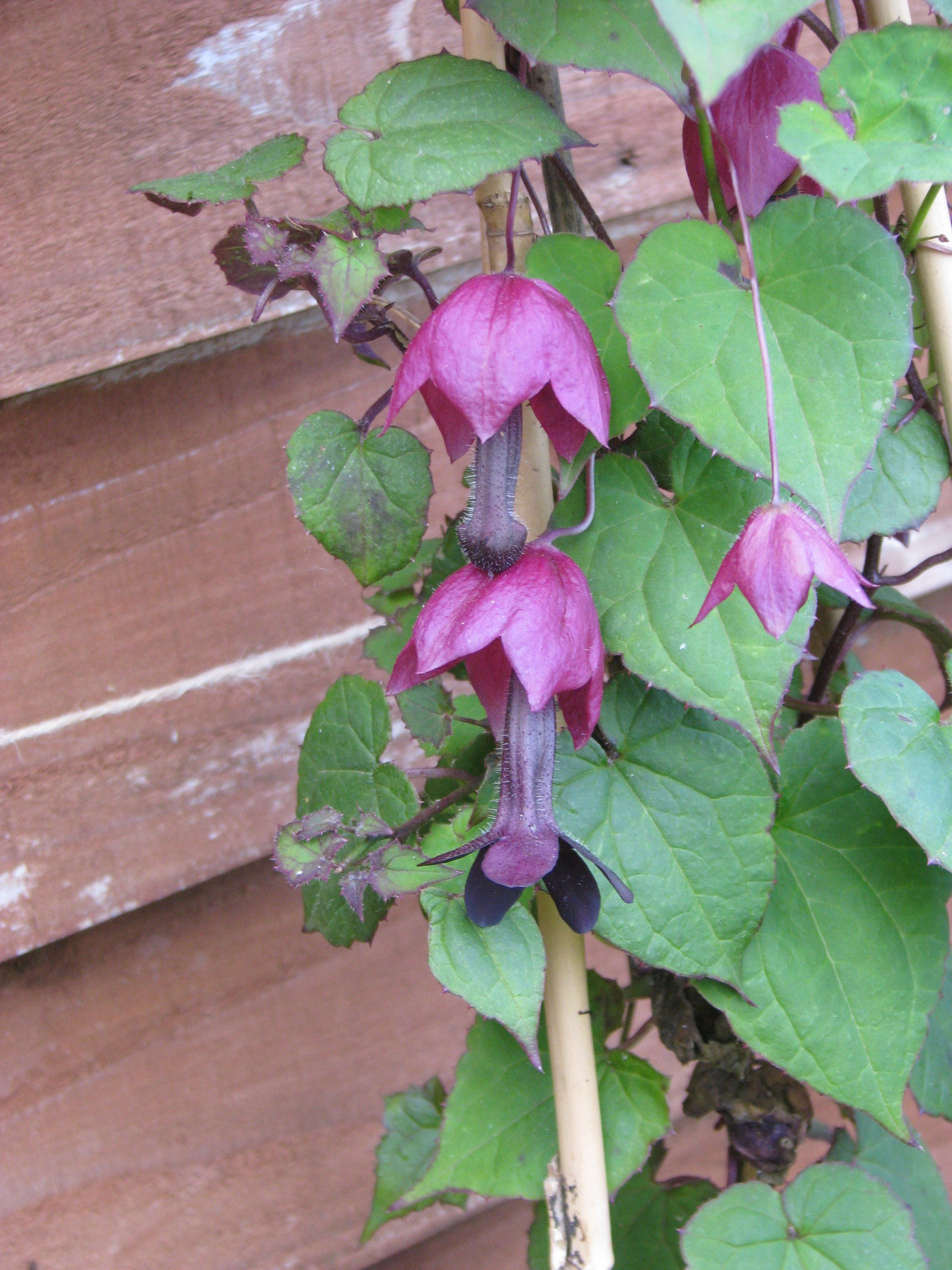
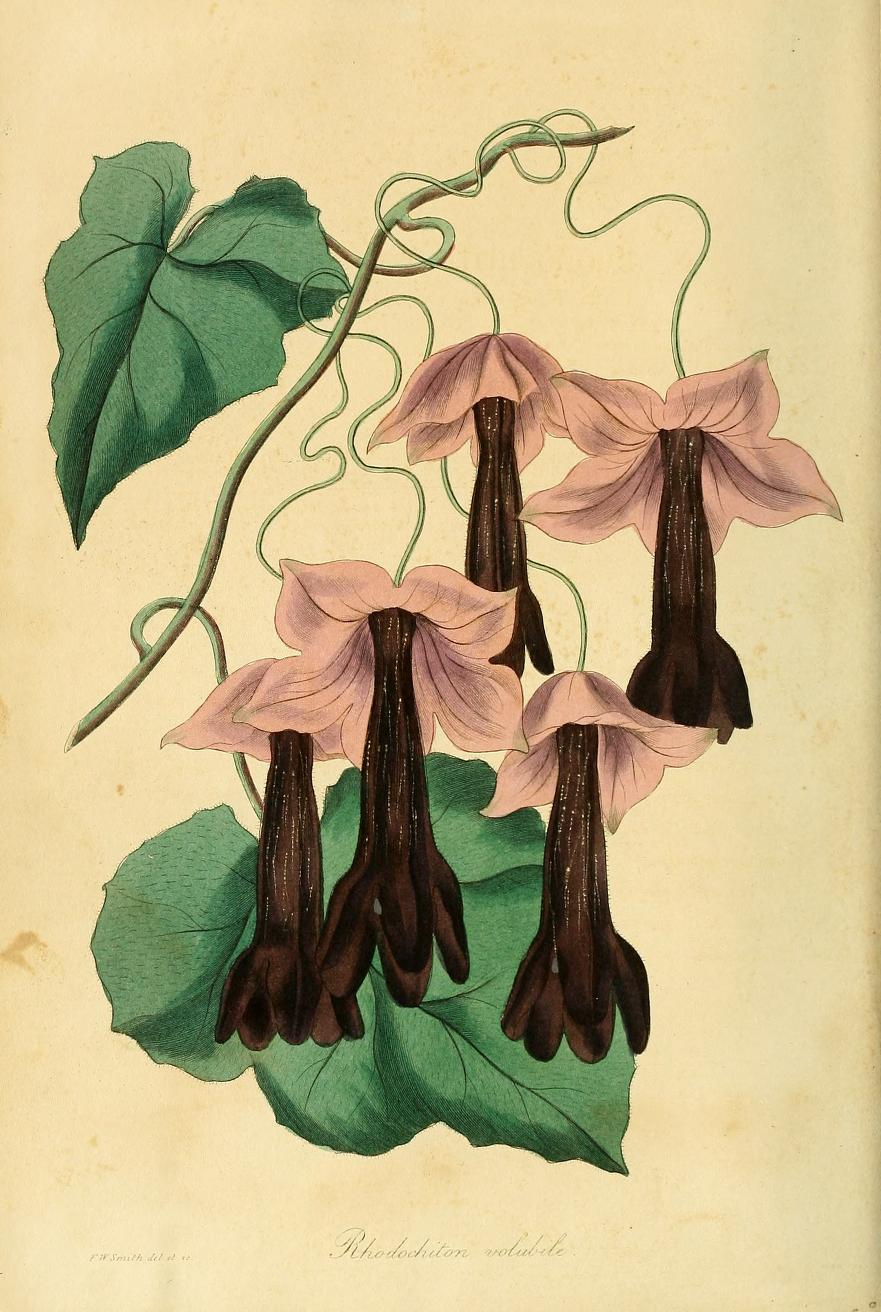